# Morattupalayam
Morattupalayam es una ciudad censal situada en el distrito de Tirupur en el estado de Tamil Nadu (India). Su población es de 25539 habitantes (2011). Se encuentra a 10 km de Tirupur y a 56 km de Coimbatore.

## Demografía
Según el censo de 2011 la población de Morattupalayam era de 5798 habitantes, de los cuales 2900 eran hombres y 2898 eran mujeres. Morattupalayam tiene una tasa media de alfabetización del 70,53%, superior a la media estatal del 80,09%: la alfabetización masculina es del 79,72%, y la alfabetización femenina del 61,42%.